# Njuonejaureh
Njuonejaureh är en sjö i Åre kommun i Jämtland och ingår i Indalsälvens huvudavrinningsområde. Sjön har en area på 0,0955 kvadratkilometer och ligger 878,7 meter över havet.

## Delavrinningsområde
Njuonejaureh ingår i det delavrinningsområde (699673-137324) som SMHI kallar för Inloppet i Bredsjön. Medelhöjden är 975 meter över havet och ytan är 34,97 kvadratkilometer. Det finns inga avrinningsområden uppströms utan avrinningsområdet är högsta punkten. Dammån (Storån) som avvattnar avrinningsområdet har biflödesordning 2, vilket innebär att vattnet flödar genom totalt 2 vattendrag innan det når havet efter 342 kilometer. Avrinningsområdet består mestadels av sankmarker (14 procent) och kalfjäll (82 procent). Avrinningsområdet har 0,19 kvadratkilometer vattenytor vilket ger det en sjöprocent på 0,5 procent.